# プレナス
株式会社プレナス（英: PLENUS Co.,Ltd.）は、東京都中央区銀座に本社を置く、日本の飲食チェーン運営、食材・包装等資材の販売、衣料品の販売などを行う企業。ほっともっと、やよい軒などのフランチャイズを運営している。

## 概要
1976年に長崎県佐世保市で株式会社太陽事務機（たいようじむき）として塩井末幸が設立。1980年に子会社として株式会社ほっかほっか亭九州地域本部を設立して、フランチャイジーとして九州での「ほっかほっか亭」の店舗展開を進める。1987年6月にほっかほっか亭九州地域本部を吸収合併。1990年12月に商号を現在の株式会社プレナスに変更。社名はラテン語で「充分な・充たされた・満足な・豊富な・全部揃った・完全な・よく響く」という意味である。企業が発展することで、地域社会の豊かさにつながるように、との願いを込めて付けられた社名である。
2008年に、後述する総本部と対立した経緯から、展開していた「ほっかほっか亭」を「ほっともっと」に転換し、直営およびフランチャイズで同チェーンの店舗展開を開始。2011年現在、日本の持ち帰り弁当業界で最大の店舗数を誇る。2008年より日本女子サッカーリーグのトップパートナー（特別協賛）となっており「プレナス なでしこリーグ」（1部と2部リーグ）、「プレナス チャレンジリーグ EAST/WEST」（3部リーグ）が開催されている。
かつては、博多駅において仕出し部門が担当するかしわめしなどの駅弁を販売していた。2022年現在は撤退し、販売されていない。
2023年（令和5年）2月24日、創業者の塩井辰男による経営陣がMBOを行い、塩井の資産管理会社である合同会社塩井興産が株式公開買い付け（TOB）を実施。それにともない株式を非上場化。

## 展開する店舗
- ほっともっと（持ち帰り弁当事業）
  - 2008年5月15日よりほっかほっか亭から転換。
  - ほっかほっか亭時代は、東日本（岩手県・青森県は除く）、山口県、九州に店舗を展開していたが、従来展開していなかった地区にも営業部を設置し、店舗展開を進めていく方針。
- やよい軒（定食事業）
  - 旧めしや丼は、順次やよい軒に転換。
- MKレストラン（タイ風しゃぶしゃぶ）
  - 子会社の株式会社プレナス・エムケイによる運営
- アゲルヤ

## 沿革
- 1976年（昭和51年）11月 - 長崎県佐世保市日宇町[10]で「株式会社太陽事務機」設立[6]。
- 1980年（昭和55年）4月 - 子会社として株式会社ほっかほっか亭九州地域本部を設立。
- 1985年（昭和60年）4月 - 社名を「株式会社タイヨー」に変更。
- 1987年（昭和62年）6月 - 子会社・株式会社ほっかほっか亭九州地域本部を吸収合併。
- 1989年（平成元年）12月 - めしや丼1号店を開店。
- 1990年（平成2年）
  - 11月 - 本社事務所を福岡県福岡市博多区上牟田（現在地）に移転。登記上本店は長崎県佐世保市のまま。
  - 12月 - 社名を「株式会社プレナス」に変更。
- 1993年（平成5年）
  - 7月 - 株式を店頭公開。
  - 12月 - 子会社の株式会社プレナス・エムケイを設立。
- 1999年（平成11年）4月 - 株式会社ほっかほっか亭を子会社化。株式会社ほっかほっか亭総本部を関連会社化。
- 2001年（平成13年）12月 - 神奈川地区担当の株式会社ライズを子会社化し、子会社の株式会社ほっかほっか亭に吸収合併。
- 2002年（平成14年）12月 - 東京証券取引所1部上場。
- 2004年（平成16年）
  - 3月 - 株式会社ほっかほっか亭を吸収合併。
  - 9月 - やよい軒1号店を開店。
- 2006年（平成18年）7月 - めしや丼をやよい軒に転換。
- 2008年（平成20年）
  - 1月15日 - 株式会社ほっかほっか亭総本部とのフランチャイズ契約解約を発表。
  - 2月6日 - 株式会社ほっかほっか亭総本部のフランチャイズ契約につき、5月14日をもって解約する旨の文書を送付、翌15日以降は独自ブランドで運営することを発表[11][12]。
  - 2月12日 - 株式会社ほっかほっか亭総本部との契約解除後に運営する独自ブランドの名称を「Hotto Motto（ほっともっと）」にすることを発表。
  - 3月28日 - 東京地方裁判所が、株式会社ほっかほっか亭総本部によるプレナスの営業差し止め仮処分申請をすべて却下（3月31日、送達受領）[13][14]。
  - 4月8日 - 2008年から2010年の3年間、日本プロサッカーリーグ（Jリーグ）公式スポンサーおよび日本女子サッカーリーグ（なでしこリーグ）のトップパートナーとなることを発表。なでしこリーグについては「プレナスなでしこリーグ」という呼称となる[15]。
  - 5月15日 - プレナス傘下の九州・山口・東日本地区（一部店舗除く）のほっかほっか亭2294店舗のうち2028店舗が新ブランド「Hotto Motto（ほっともっと）」に移行、同名での店舗運営展開開始[16]。
  - 5月20日 - 兵庫県にHotto Motto磯上公園前店をオープンし、近畿地区に初出店。
- 2009年（平成21年）5月 - 登記上本店を長崎県佐世保市から福岡県福岡市に移転。
- 2011年（平成23年）2月 - 兵庫県神戸市の神戸総合運動公園野球場の命名権を取得。同14日付で「ほっともっとフィールド神戸」に改称[17]。
- 2016年（平成28年）12月 - 宮島醤油（唐津市）の関連会社、宮島醤油フレーバー（福岡市）の株式55%を取得、子会社化[18]。
- 2022年（令和4年）
  - 10月14日 - 同社経営者一族の資産管理会社である塩井興産（佐世保市）によりマネジメント・バイアウト（MBO）を実施すると発表[19]。非公開化を目的とし、普通株式と新株予約権を買い付ける。
  - 12月6日 - 塩井興産が株式公開買付けにより議決権所有割合ベースで89.27%の株式を取得[20][21]。
  - 12月21日 - 本社を東京に一本化すると発表。新本社は銀座の複合商業施設「GINZA SIX」8階の一部。既存の東京本社を「茅場町オフィス」、福岡本社を「福岡オフィス」に改称[22][23][24]。
- 2023年（令和5年）
  - 1月6日 - 新本社にて業務開始。
  - 2月24日 - 東京証券取引所プライム市場上場廃止[25]。
  - 2月28日 - 株式併合により塩井興産の完全子会社となる[26]。

## ほっかほっか亭総本部との対立

### 対立の原因
1999年4月に、経営再建中だった株式会社ダイエーから株式会社ほっかほっか亭総本部（フランチャイザー）の株式44%と株式会社ほっかほっか亭（東部エリアの地域本部）の全株式を取得。株式会社ほっかほっか亭を子会社化したことにより、東日本に進出する。2004年3月には、プレナスは株式会社ほっかほっか亭を吸収合併する。
「ほっかほっか亭」の商標権は総本部ではなく株式会社ほっかほっか亭にあったため、同社を合併したプレナスが商標権を取得。2006年にプレナスが総本部に「ほっかほっか亭」の商標権使用料の支払を求めたが、総本部が無償の独占的使用権を主張して支払を拒否し両社は対立。6月には、大株主のプレナスに対抗するために創業者が総本部の残りの株式を西日本のフランチャイジーの株式会社ハークスレイに譲渡し、総本部がハークスレイの子会社となる。商標権をめぐる争いは話し合いでは決着がつかず、12月19日にプレナスが東京地方裁判所に9519万円の支払を求める損害賠償請求訴訟を提起をする。
2007年にはプレナスが東京都の店舗でオフィスビル向けに専用のホットボックスを使用して行っていた出張ワゴン販売について総本部がほっかほっか亭の方針に反するとして販売中止を求め、プレナスが従わないことから10月2日に東京地裁に営業差止請求訴訟を提起する。
さらに総本部は、2007年5月29日に8月末で契約期間が満了する静岡県における地区本部の契約について、11月26日には2008年2月末で契約期間が満了する宮城県、山形県、福島県、群馬県、埼玉県における地区本部の契約を更新しない旨をプレナスに通知した。

### 「ほっともっと」の店舗展開開始
対立が激しくなったことからプレナスは、2008年1月15日に総本部とのエリア・フランチャイズ契約をすべて解約する取締役会決議をし、和解協議に進展が見られないことから2月6日に5月14日をもって解約する旨を総本部に通知。
2008年2月12日に、プレナスは5月15日から新ブランドの「Hotto Motto（ほっともっと）」で店舗展開することを発表。これに対して総本部は同日、プレナスによる持ち帰り弁当事業、各店舗への新ブランドへの勧誘、契約が更新されていない地区での「ほっかほっか亭」の商標使用の3つを禁止する仮処分の申立てを東京地裁に対して行ったが、3月28日に申立てを却下する決定がなされ、6月9日に東京高等裁判所が総本部の抗告を棄却する決定をして、申立棄却の原決定が確定。5月1日、総本部との契約を解約して、ほっともっとに加盟することにした茨城地区本部のサンコー株式会社に対して、総本部は契約の地位確認と類似営業の禁止を求めた仮処分を申し立てた。この申し立てに対し、5月21日に東京地裁は、10月31日までは、茨城県内においてほっかほっか亭以外の持ち帰り弁当事業をしてはならない、との申立て認容の決定をした。
商標権の使用料については、2008年4月25日に、東京地裁が、プレナスに商標権があるが総本部に無償での独占的な商標使用権があることを認め、プレナスの請求を棄却し、総本部の反訴請求を認容する判決をだし、控訴せずに確定。これを踏まえて、プレナスはほっかほっか亭総本部に対し、5月15日付けで商標権の無償の独占的使用権に係る使用権設定の合意を3か月後に解約する旨を通知した。これに対し、総本部は、判決はチェーンが続く限りの独占的使用権であり、解約はできないと主張している。
2008年5月15日、プレナスの直営及び傘下だった「ほっかほっか亭」2294店のうち2028店と、総本部傘下のサンコー運営の茨城県内店舗59店の合計2087店が、新ブランド「ほっともっと」に転換して営業を開始。プレナス傘下であったがほっかほっか亭のままになった店舗の隣や正面に出店するケースも増えている。5月20日には、これまでプレナスが店舗展開していなかった近畿地区1号店を神戸市中央区に開店するなど独自ブランドによる全国展開を進め、3000店まで店舗数を増やす計画である。

### 対立をめぐる訴訟
プレナスの新ブランドでの店舗展開に対しては、ほっかほっか亭関連企業から複数の訴訟が提起されている。
総本部からの訴訟提起
ほっかほっか亭総本部から、フランチャイズ契約にあったチェーン離脱後の競業禁止条項に違反するという理由で、105億9630万7461円の損害賠償と遅延損害金の支払を求める訴えを、2008年12月16日に東京地方裁判所で起こされている。この裁判は、2010年5月11日に請求棄却判決がなされ、第1審はプレナスが勝訴した。総本部は賠償額を23億2698万円に減額した上で控訴し、2012年10月17日の第2審判決では第1審判決が変更され、総本部側の賠償請求が一部（10億9008万円）認められた。プレナスは同年10月25日に上告したが、2014年3月31日に最高裁判所から上告を棄却する決定がなされ、プレナス側の敗訴が確定した。
旧フランチャイズからの訴訟提起など
2009年2月12日、ほっかほっか亭に残留した群馬県・栃木県のフランチャイズ店舗の経営者9者から、「ほっともっと」での出店を断ったところ、近隣に「ほっともっと」の店舗を出店され、営業上の損害を被ったとして、営業の差し止めと5050万2653円の損害賠償の支払を求める訴えを前橋地方裁判所に提起されている。2010年11月10日に賠償請求額を1億1216万8241円へと変更されたが、この裁判も2011年8月10日に請求棄却判決がなされ、第1審はプレナスの勝訴となっている。この訴訟については控訴された旨のニュースリリースはない。原告のうちの1社である大洋食品工業（群馬県館林市）はこの訴訟中の2010年8月にほっかほっか亭群馬地区本部となっている。その他の原告の運営店舗はほとんどが閉店・廃業している。
2009年6月23日には、プレナスが「ほっかほっか亭」を運営していたころから、「ほっかほっか亭鹿児島地区本部」である株式会社鹿児島食品サービスより、同社の加盟店に対して「ほっともっと」への引き抜きを行ったことと、加盟店舗の近隣に「ほっともっと」を出店されたことにより、損害を被ったとして、4億2052万1537円の損害賠償の支払を求める訴えを鹿児島地方裁判所に提起されている。この裁判も、2011年2月23日に請求棄却の判決が、2011年11月16日に控訴棄却の判決が、2012年5月18日に上告棄却の決定がそれぞれなされ、プレナスの勝訴が確定した。
熊本県のプレナスの旧フランチャイジーであったマルコフーズが「ほっともっと」転換を拒否し、「ほっかほっか亭総本部」との契約で「ほっかほっか亭」に残留したが、対抗出店した「ほっともっと」との競争激化に伴い自己破産申請に至った。
総本部に対する訴訟提起
プレナスからは、総本部がフランチャイズ契約の更新を拒絶したため、独自チェーンの立ち上げを余儀なくされたことを理由に、ほっかほっか亭総本部に対して、約20億円の損害賠償を求めた訴訟を提起している。2012年1月30日に、東京地方裁判所が、ほっかほっか亭総本部にプレナスへ約5億円の支払いを命じる判決をしている。2013年6月27日、東京高等裁判所で行われた控訴審において、「プレナス側に信頼関係を破壊する行為があり、契約更新の拒否には正当な理由があった」として一審判決が破棄され、プレナスの請求が棄却された。プレナスは上告せず、プレナス側の敗訴が確定。

## 不祥事・事件

### パワーハラスメントによる従業員の自殺
三重県内のほっともっとを2店舗担当する店長職の男性（30歳）が、2011年4月以降、上司から「ノルマを達成できなければ死刑」という内容の嫌がらせメールを複数回送りつけられ、同年自殺した。自殺した男性は月間時間外労働が最長で274時間に達していたという。三重県四日市労働基準監督署は2015年1月に労災を認定した。2016年3月29日に上司のパワーハラスメントと過重労働が原因として、遺族がプレナスに約9300万円の損害賠償を求めて長野地裁に提訴した。

## 子会社等

### 連結子会社
- 株式会社プレナス・エムケイ - タイ風しゃぶしゃぶ。タイ･バンコクのエムケイレストラン社との共同出資。
- 株式会社プレナスフーズ - 食肉加工業。
- 北京好麦道餐飲管理有限公司 - 中国でほっともっとを展開
- Plenus Global Pte.Ltd.
- Plenus,Inc.
- エムエスエフ - 旧：宮島醤油フレーバー。以前は宮島醤油のグループ企業であった。
- PLENUS AusT PTY.LTD.（プレナス オーストラリア社） - オーストラリアでほっともっとを展開。
- 臺灣富禮納思股份有限公司
- BayPOS, Inc.
- YAYOI AUSTRALIA PTY.LTD. - オーストラリアでやよい軒を展開。

### 持分法適用関連会社
- 株式会社九州トーヨー - 無洗米機械のレンタル。東洋精米機製作所・トーヨーライスの関連会社
- PLENUS & MK PTE.LTD.
- 威海東源食品有限公司

### ほっともっと加盟会社
- サンコー株式会社 - 茨城地区本部
- 株式会社ブレンズ - 広島地区本部・沖縄地区本部

### かつての関連会社
- 株式会社プレナス・トレーディング - 食材・包装資材。2008年2月末でプレナスに統合し解散。
- 株式会社ほっかほっか亭総本部 - ほっかほっか亭のフランチャイザー。
  - 離脱時は持株比率44.44%の株式を所有していたが、ほっかほっか亭総本部が2度に亘る第三者割当による新規株式発行を行い総株式数が2万8800株が5万3000株に増えたため、保有比率が低下。2015年10月1日にハークスレイへ吸収合併された。